# Zuideropgaande
Zuideropgaande is een buurtschap aan de gelijknamige weg dat ligt in de gemeente Hoogeveen, ten zuidenoosten van Hoogeveen, direct ten zuiden van Hollandscheveld. Zuideropgaande en Nieuw Moscou bevatten 167 huizen en 536 inwoners samen in 2002.
De naam verwijst naar een zijtak (kanaal) van de Verlengde Hoogeveense Vaart. Via dit kanaal konden turfschippers 'opvaren' (opgaan) naar het zuiden.